# むろらん温泉ゆらら
むろらん温泉ゆらら（むろらんおんせんゆらら）は、北海道室蘭市にある日帰り入浴施設。

## 概要
室蘭市が1998年（平成10年）から電磁探査、ボーリング調査を行って源泉を確認。民設民営による温泉事業を目指して事業者を公募した。

## 施設
お風呂
中温湯、高温湯、ジャグジー、ジェットバス、水風呂、露天風呂、遠赤外線サウナ
家族風呂
館内
休憩室、食事処